# خانم دکتر زیر لحاف
خانم دکتر زیر لحاف (انگلیسی: La dottoressa sotto il lenzuolo) یک کمدی سکسی سبک ایتالیایی و بخشی از سری فیلم‌های «خانم‌دکتر» است که نمونه‌ای از فیلم‌های سکسنتفاعی محسوب می‌شوند.

## بازیگران
- آلوارو ویتالی
- آنجلو پلگرینو
- کارین شوبرت
- گاستونه پسکوچی
- ارکیده‌آ دِ سانتیس
- جیجی بالیستا
- اِلی گالیانی
- توم فِـلِگی
- گابریلا لپوری